# Litotripse

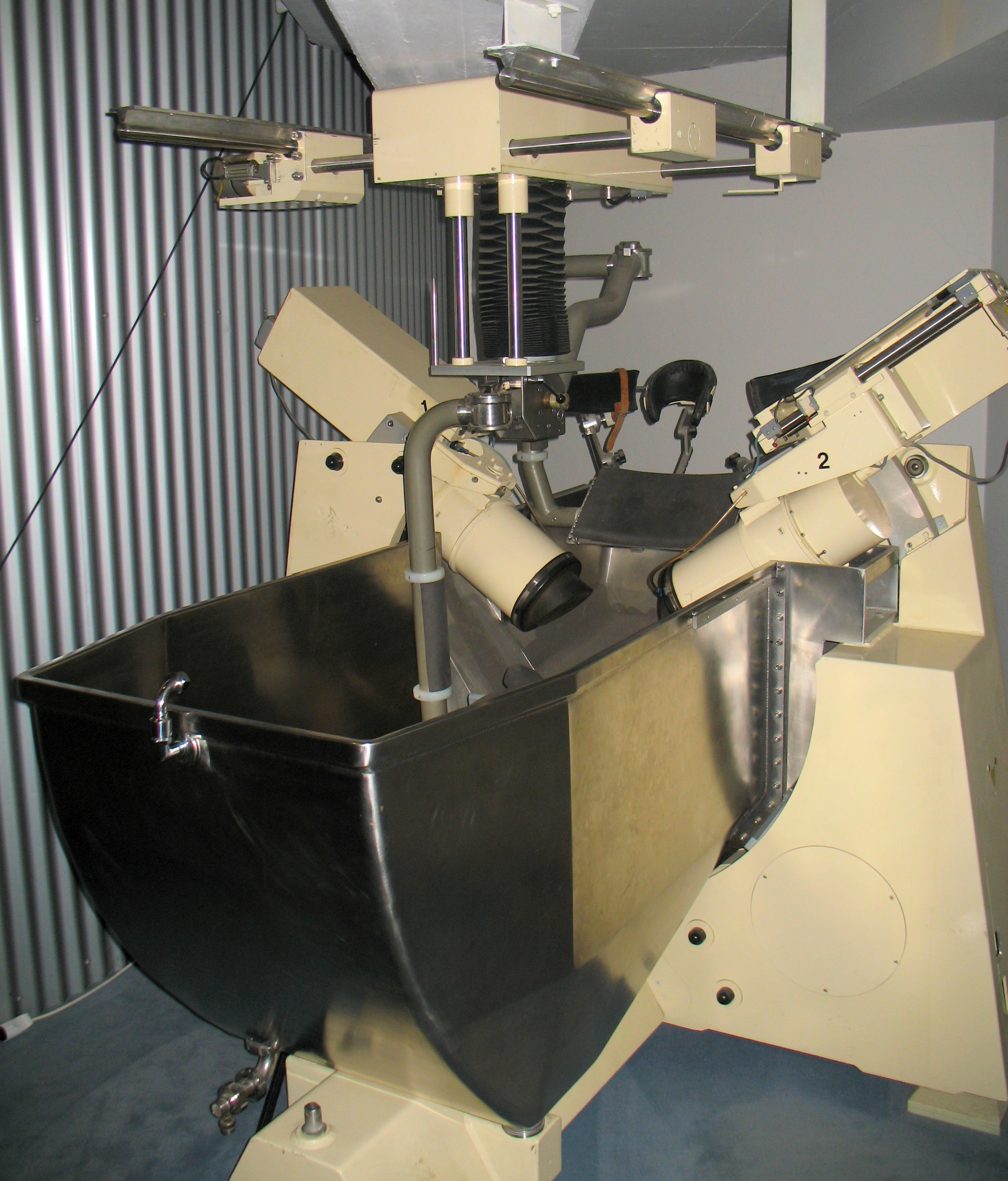
Dornier HM-1 – První přístroj (litotriptor) využívající rázové vlny k rozbíjení ledvinových kamenů (1980)

Litotripse, někdy i litotrypse, je druh terapie využívající tlakové rázové vlny, kdy se prostorem šíří jeden jediný krátký pulz o poměrně vysokém tlaku. V medicíně se používá především k drcení žlučníkových a ledvinových kamenů, které se označuje českou zkratkou LERV (Litotripse Extrakorporální Rázovou Vlnou) ev. anglickou zkratkou ESWL (Extracorporeal Shock Wave Lithotripsy). Metoda ESWL byla vyvinuta v roce 1980 německou firmou Dornier Medizintechnik GmbH.
Termín pochází z řeckých slov lithos kámen a tribein (lat. thryptein) mačkat.

## Fyzikální princip
Rázová vlna je v podstatně podobná tlakové vlně šířící se z místa exploze do okolí. Vlastní účinek, tedy rozrušení pevného konkrementu (kamene) v těle, je dán minimálně dvěma mechanizmy. Prvním z nich je vysoká lokální změna tlaku, která může v pevné látce dosáhnou až meze pevnosti a tím vést k rozrušení struktury konkrementu. V místech s velkou změnou tlaku může docházet i ke kavitaci a tak k dalšímu poškození konkrementu.
Jedna rázová vlna nestačí k rozdrcení konkrementu, je třeba opakovaných rázů (v průměru 1000). Opakování rázových vln je z bezpečnostních důvodů synchronizováno s EKG pacienta.

## Technické provedení
Rázová vlna je obvykle vytvářena mimo tělo a šíří se vhodným prostředím, většinou vodou. Akustickými zrcadly je zaměřována tak, aby procházela jedním bodem (ohniskem), ve kterém se nachází kámen. Proto je třeba před výkonem zaměřit kámen u pacienta a nastavit generátor rázové vlny tak, aby ohnisko leželo v kameni. Prakticky se používá buď ultrazvukové nebo rentgenové zaměření kamene.
Zdroje rázové vlny mohou být:
- elektrické výboje – nejčastěji
- piezoelektrické
- elektromagnetické
- laserové

## Indikace a úspěšnost

### Ledvinové kameny
Podmínkou pro použití ESWL k terapii ledvinových kamenů je, aby byl kámen volný, velikosti nejvýše 2 cm a aby byly volně průchodné horní močové cesty. Při použití litotriptoru s rentgenovým zaměřováním je nutné, aby se jednalo o tzv. kontrastní konkrement, tj. aby byl kámen dobře viditelný na rentgenovém snímku. ESWL lze použít u zhruba 70 % nemocných, úspěšnost terapie se pohybuje mezi 70 a 98 %.

### Žlučníkové kameny
Pro terapii ESWL je vhodných asi 20 % nemocných.